# План «Марта»
План «Марта» (исп. Plan Marta, англ. Plan Martha или Martha's Plan) или операция «Марта» (исп. Operación Marta) — соглашение между правительствами Испании и Австралии, заключённое в 1957 году и предназначенное для привлечения незамужних испанских женщин-католичек в Австралию в рамках многочисленных иммиграционных инициатив Австралии после Второй мировой войны. Соглашение имело неформальный характер, так как между Испанией и Австралией в то время не было дипломатических отношений. Соглашение действовало до 1963 года, и за это время в Австралию было отправлено около 700 (по некоторым данным более 800) женщин.

## Название
Имя Марта было выбрано в честь святой Марфы, сестры Лазаря и Марии. Согласно Евангелию от Луки, Марфа была практичной и хозяйственной в противоположность своей сестре. Женщин, принимавших участие в программе, также зачастую называли «мартами».

## История

### Операция «Кенгуру»
Предпосылкой для плана «Марта» стала миграционная программа для молодых мужчин, получившая название «операция "Кенгуру"» и проводившаяся в 1956—1959 годы. Испанские мужчины в Австралии стали дешёвой рабочей силой, однако многие из них из-за одиночества просили о возвращении на родину, а некоторые совершали самоубийства. План «Марта» был введён с целью поддержания гендерного баланса в испанской диаспоре Австралии.
Письменных соглашений, регулирующих количество участниц программы, заключено не было. Ограничения касались вероисповедания, возраста (до 35 лет) и семейного положения (участвовать могли только незамужние женщины, при этом некоторые из них уже имели детей). Согласно исследованию Наталии Ортис, большинство участниц ехали в Австралию ради работы и планировали вернуться через два года, однако некоторые ехали к своим женихам или надеялись встретить будущего мужа в Австралии. Билет на самолёт предоставлялся бесплатно, однако те, кто хотел вернуться до истечения двух лет, должны были вернуть заработанные деньги. Обратный билет всегда оплачивался из собственных средств.

### Подготовка
Пропаганда среди молодых девушек проводилась через церковь. Участницы подписывали рабочий контракт на два года, чтобы исполнять обязанности домработниц в австралийских семьях. Перед отъездом в Австралию девушки проходили подготовку в монастыре в Алькобендасе, где их обучали кулинарии, английскому языку, этикету и «христианским ценностям». За подготовку отвечали женщины из организации «Католическое действие».

### Группы
С 1960 по 1963 год в рамках плана «Марта» состоялось 13 рейсов в Австралию. Первая группа, отправленная в Австралию в рамках программы, состояла из 18 женщин и прибыла в аэропорт Мельбурна 10 марта 1960 года. Подробно известно о семи группах женщин, прибывших в этот аэропорт:
- 10 марта 1960 года — 18 женщин[8][9];
- 10 июня 1960 года — 23 женщины;
- 17 декабря 1960 года — 23 женщины;
- 13 марта 1961 года — 60 женщин[10][11];
- 14 июня 1961 года — 57 женщин;
- 24 июня 1961 года — 64 женщины;
- 2 февраля 1963 года — 60 женщин.

### Фальшивые новости
3 марта 1963 года сиднейская газета Sun-Herald опубликовала статью без указания авторства, озаглавленную «Обнажённые девушки, собирающие виноград» — якобы полученную накануне из Милдьюры, штат Виктория, — в которой сообщалось, что «на винограднике неподалёку отсюда пять молодых испанок работали обнажёнными, чтобы спастись от жары». По данным Игнасио Гарсии, статья спровоцировала оживлённое обсуждение в церкви на Альбион-стрит после мессы, отслуженной испанским священником Бенигно Мартином.
4 марта статья была перепечатана The Canberra Times с незначительными правками.
5 марта газета Sydney Morning Herald сообщила, что генеральный консул Испании в Австралии Хосе Луис Диас вылетел в Милдьюру. В сопровождении двух полицейских Диас проинспектировал несколько виноградников в районе, а затем объявил, что все якобы причастные к делу женщины работали полностью одетыми и что он «совершенно убеждён, что новость об обнажённых испанках не соответствует действительности».